# European Committee for Standardization
CEN, den europæiske standardiseringsorganisation (fransk: Comité Européen de Normalisation), er en sammenslutning, der samler de nationale standardiseringsorganer i 33 europæiske stater, og Tyrkiet. 
CEN er ét af tre europæiske standardiseringsorganer — sammen med den europæiske elektrotekniske standardiseringsorganisation (CENELEC, Comité Européen de Normalisation en ÉLECtronique et en électrotechnique) og den europæiske standardiseringsorganisation for telekommunikation (ETSI, Institut européen des normes de télécommunication) — der er officielt anerkendt af den europæiske union (EU) og den europæiske frihandelssammenslutning (EFTA, European Free Trade Association) og som er ansvarlig for udarbejdelse og vedligeholdelse af normer på europæisk niveau.  

## Medlemmer
CENs nationale medlemmer er de nationale standardiseringsorganer i de 27 EU medlemslande, Storbritannien, Nordmakedonien, Serbien, tre lande i den europæiske frihandelssammenslutning (Island, Norge og Schweiz), samt Tyrkiet. Der er ét medlem pr. land.

## Historie
Ifølge officielle optegnelser mødtes repræsentanter fra ISO- og IEC-medlemmer af Det Europæiske Økonomiske Fællesskab (EØF) og EFTA-lande i Zürich den 10. juni 1960. Ved mødet blev der indgået en principaftale om oprettelsen af „to parallelle europæiske standardiseringsorganisationer, én for ISO-medlemmer og én for IEC-medlemmer, og at medlemskaber af disse to organisationer ville være åbne for ISO-medlemsorganerne samt IECs nationale komiteer i lande, der tilhører EØF og EFTA”. Denne dato er siden blevet valgt som officiel fødselsdag for CEN, og den falder også sammen med oprettelsen af CENELEC.
| Forening eller organisation | Spire Denne artikel om en forening eller organisation er en spire som bør udbygges. Du er velkommen til at hjælpe Wikipedia ved at udvide den. |